# 厚唇斑葉蘭

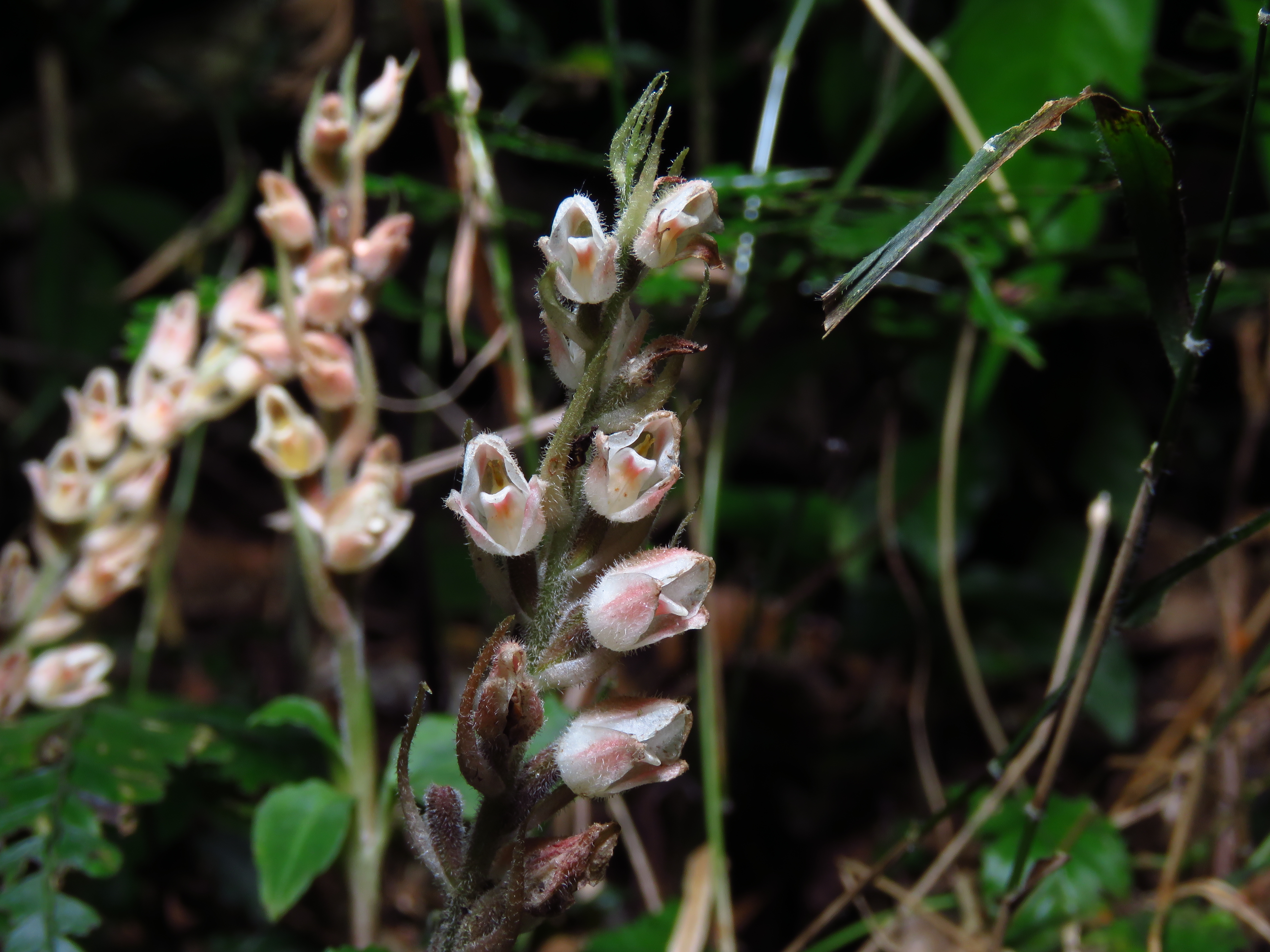
厚唇斑葉蘭，攝於陽明山

厚唇斑葉蘭（學名：  Goodyera foliosa (Lindl.) Benth. ex C.B. Clarke var. foliosa）又名高嶺斑葉蘭。

## 分布
台灣全島皆有分布，多出現在海拔300-2000m的山區的闊葉林底層。亦分布在中國南部、喜馬拉雅地區、中南半島及日本。

## 形態特徵
小型的地生蘭，株高可達15cm。

### 葉
4~6片，綠色，略歪斜的橢圓形，長3-7cm，寬2-2.8cm。有三條淡綠色的平行主脈。

### 花
3~7朵，密生，為白色，帶有灰綠或紅褐色暈。萼片卵形，表面密被短毛；花瓣菱形，與萼片貼合，半張向一側開放。唇瓣長6~8mm，基部為囊狀且囊內被毛，先端舌狀。

### 生態
8~9月為盛花期，經常成群大片生長，為台灣最常見的斑葉蘭屬植物。

## 辨識要點
相似的種類有同屬的鳥嘴蓮Goodyera velutina Maxim. ，但鳥嘴蓮的葉中央有一條醒目白色帶紋，且花瓣張開幅度較大。

## 扩展阅读
- 維基物種上的相關：厚唇斑葉蘭